# 恋神 -ラブカミ-
『恋神 -ラブカミ-』は、株式会社ウィルプラスのブランド・PULLTOPより2010年10月29日に発売された18禁恋愛アドベンチャーゲームである。

## 概要
人間と神様が共存して交流する学園生活を描く、ドタバタラブコメディである。
ブランド内の中心スタッフが退社したため、本作品は新体制での制作となった。グラフィックチーフだった八島タカヒロが社外の基井あゆむと共にキャラクターデザイン・原画を務め、シナリオは前作『しろくまベルスターズ♪』の御剣ヒロに加えて外部ライターの阿羅本景と木緒なちが担当した。
作品のテーマは「和」で、ブランドカラーの“みんな仲良く、かわいい世界”をイメージし、和風と現代、神話世界と都会などの新旧融合の意味を込めている。
ゲームのストーリーは各章に分かれて構成されており、章内のシーン間にはキャラクターイラストと「ら」「ぶ」「か」「み」の1文字ずつが入ったアイキャッチ、章の最後にはSDキャラによる次回予告が挿入される。また、時々画面に出現する「おしえて神様！」アイコンをクリックすると、SDキャラの掛け合いによる用語解説が表示される。
初回限定版特典の「おみくじカード」に記されたシリアルコードを専用サイトで入力すると、各ヒロインのアフターショートストーリーが見られるパッチ、システムボイス、描き下ろし壁紙がダウンロードできる。
また、スピンオフシリーズとしてMoeNovelと共作で2016年11月16日に『LoveKami -Divinity Stage-』、2017年5月29日に『LoveKami -Useless Goddess-』が海外先行としてSteamから配信されており、国内向けには、2017年10月27日に『LoveKami -Sweet Stars-』、『LoveKami -Trouble Goddess-』として発売、また家庭用ゲーム機向けとして、2020年11月26日にNintendo Switch版『LoveKami -Divinity Stage-』が発売された。同作は恋神本編の世界観を引き継ぎつつも本編とは違った新たな物語を展開している。
さらに、2021年3月26日には『LoveKami -Pureness Harem-』が発売された。

## ストーリー
恋神-ラブカミ-
（出典：）
だいたい同じで、どこか違うちょっと違う日本のちょっと不思議な物語…
神早坂（みわさか）学園生の北里颯太は、大晦日の夜の公園で不思議な雰囲気の“神様”と出会う。そして日付が変わった元旦、全国各地に神様が一斉に出現して世間は大混乱に陥る。遅れて降臨した最高神・アマテラスの指示を元に急遽制定された「カミサマ教育法」により、神様が人間と一緒に教育を受けることとなり、神早坂の街がカミサマ教育特区、神早坂学園がカミサマ教育モデル校となる。かくして新年度に編入してきた神様達と共に、颯太のドタバタの学園生活が始まる。
『恋神スピンオフシリーズ』
月詠ウサギ達「カミサマ」が現代の地上に降臨したから時は経ち、その頃、カミサマと人間はかなり近しい位置にあった。登場人物や舞台を変えてちょっと不思議な新たな物語が始まろうとしていた。
LoveKami（恋神 -ラブカミ-） -Sweet Stars- (-Divinity Stage-)
神様降臨からはや1年。サブカルチャーの聖地「アキバ」は今ではカミサマアイドル文化の中心地となり七福神が「L☆SEVEN」としてアイドルたちの頂点に君臨していた。
主人公・辰巳大和はごく普通の平凡な日常をすごし、自分の通う学校は「カミサマ教育法」とは無関係であり、アイドルにも興味なし、実家の呉服屋「辰巳屋」がカミサマとの唯一の接点だった。そう思っていたのだが、ある時ある駅前の路上ライブで拙くも一生懸命に歌う少女の輝く姿に魅了され、その出会いから大和は徐々にカミサマアイドルに関わるようになっていく。
LoveKami（恋神 -ラブカミ-） -Trouble Goddess-（-Useless Goddess-）
カミサマが現代に降臨してから数年。人間の生活になじんできたカミサマたちは、ヒトの生活に溶け込んで平和な生活を送っていた。しかし中には、カミサマ基本法やカミサマ教育法といったルールに従わず、自由気ままにふるまい、人間に害を与えるカミサマもおり、彼らは荒ぶる魂を持つカミサマ―『アラガミ』と呼ばれていた。
カミサマとは縁のない生活を送っていた主人公・鳴海将はある日、行き倒れのカミサマ「アカネ」と出会う。成り行きで彼女を助けたのはいいが、実は彼女は街で停電を起こしているアラガミだった。将は自分たちの住む町を守るため、彼女を更生しようと立ち上がる。
 LoveKami -Pureness Harem- 
カミサマが現代に降臨してから6年、「タタリガミに守られた土地」とされる守森市の神社の跡取り・真瀬彰は、タタリガミのユカリに惚れられ、家にまで押しかけられる。
ところが、現役貧乏神のシオンと神社の守り神である元タタリガミのカエデまで彰に求婚してくる。

## 登場人物
恋神 -ラブカミ-
（出典：）
※降臨した神様達は、アマテラスの指示により人間と同様の姓名を名乗っている。以下の名前が2つ表記されたキャラクターは、人間界での名前／本名。

### 主人公
北里 颯太（きたさと そうた）
本作品の主人公。神早坂学園2年B組。作家の父親が長期の取材旅行に出ているため、母親・まつり、妹・みこととマンションで3人暮らし。江戸っ子気質で見栄っ張り。熱血で正義感が強く、人から頼られると意気に感じて無理しても頑張ってしまう。毎朝神早坂の街をランニングで一回りするのが日課。
昔から神様の存在を信じていたため、神様降臨騒動にもそれほど動揺しなかった。実は良質な幸魂の持ち主だが、神様達に指摘されるまで知らなかった。学園新校長のテル（アマテラス）に目を付けられ、人間と神様の間を橋渡しする役目を担うことになる。

### ヒロイン
月詠 ウサギ（つくよみ うさぎ）／ツクヨミノミコト（月詠命）
声：杏子御津
オツカイサマ：いくたま、たるたま
学園1年A組。アマテラス・スサノオと共に「三貴子」（みはしらのうずのみこ）の1柱。月の神様で自由に空へ月を呼び出すことができるが、逆にそれしかできない。また、月の満ち欠けに感情が左右され、満月の日にはハイテンションになり、逆に新月では一日中テンションが低くなる。口うるさいテルの元から家出し、フラフラしていた所でみことと仲良くなり、北里家へ転がり込んでホームステイすることになった。脳天気で小悪魔な性格で、みことと一緒によく颯太をからかっている。勉強や運動は苦手で家事も失敗続きだが、デジタル機器に強く、いつもゲームばかりしている。実は幼少時の颯太に出会っており、神様騒動では一足先に降臨して颯太に再会した。
佐久沙 いつき（さくさ いつき）
声：優希芹果
学園2年B組で、颯太の幼馴染み。北里家のマンションの裏にある八重垣神社の宮司の娘。その血筋からか昔から神様を見ることができたが、周囲に信じてもらえず変人扱いされてきたため、神様を嫌う。今回の騒動で降臨してきた神様達にも恐れず強気に対している。昔から自分に唯一普通に接してきた颯太を特別な存在と思っており、同じ歳だが「弟」と呼んで世話を焼いている。いつも落ち着いており、神様関係の仕事をする颯太をその知識や経験から何かと助けている。
豊草 イナリ（とよくさ いなり）／イナリノカミ（稲荷神）
声：五行なずな
オツカイサマ：狐太郎、狐次郎、狐三郎、狐四美、狐五郎、狐六、奈々狐、狐八郎、狐九郎
学園3年E組。豊受（とようけ）一族に属する豊穣の神「お稲荷様」の見習いで、神力でお米をたくさん出すことができる。一族は性的に奔放なタイプが多いため、自分も経験豊富なお姉さんっぽく振舞っているが、内面は初心でオクテで、恋愛方面には妄想が暴走してしまう。狐形の耳やシッポを持ち、弱点のシッポを触られるとフニャフニャになる。学園屋上にある園芸部の田んぼの守護神となり、部室に住み着いてオツカイサマの狐達と共に部活に勤しんでいる。植物や食べ物を司るため料理が得意で、宴会では料理担当として活躍する。
富士宮 サクヤ（ふじみや さくや）／コノハナノサクヤヒメ（木花咲耶姫）
声：羽鳥空
学園2年B組。花戸公園にある此花（このはな）神社に、双子の姉のイワナと住む。桜の神様で自由に花を咲かせることができ、時季が過ぎた公園内の桜を降臨と共に再び咲かせている。性格は高飛車でプライドが高く、なかなか素直になれないツンデレキャラ。人間と関わるのを嫌がっているが、イワナに説得されて共に学園へ通う。美人姉妹として男子学生に大人気となるも、大好きな姉に近づく男にはぶち切れて容赦ない。実は酒好きで、呑むと本性が現れて大変な事になる。

### サブキャラクター（神早坂学園）
富士宮 イワナ（ふじみや いわな）／イワナガヒメ（磐長姫）
声：桐島絢華
学園2年B組。岩石を司る神で、サクヤの双子の姉。おしとやかで引っ込み思案。いつも仮面をつけて顔を隠しており、人の多い所は苦手だが、サクヤと違い一生懸命人間と交わろうとしている。
北里 みこと（きたさと みこと）
声：小倉結衣
学園1年A組。颯太の妹。いつも明るく元気で、兄も驚く運動神経を持っているが、朝に弱く勉強は苦手。ツクヨミとは学園で同級生で、北里家でも同居することになり、互いに「つっきー」「みこちー」と呼び合ってバカばかりやっている。
米望 ひなた（よねもち ひなた）
声：みる
学園2年B組。小柄だがしっかり者の園芸部部長。入学後に一から園芸部を立ち上げ、学園屋上に田んぼや畑を作って世話している。収穫した農産物を近所の小売店に卸すなど、様々な野心を持ち、時々黒い気配が漏れ出ている。
藤田 連二郎（ふじた れんじろう）
声：犬飼悠美
学園2年B組で、颯太やいつきの友人。かわいいショタな容姿のため男女問わず人気だが、本人は（年上好みなので）特に気に留めず、お茶目に要領よく立ち回っている。美術部所属。
鹿島 雷太（かしま らいた）／タケミカズチノカミ（建御雷之男神）
声：紫暘花
学園2年B組。筋肉質な巨漢の武神で、電気や雷を自在に操る。真面目で義理堅いが、それなりに親しみやすい性格。人間界の常識を知らないため、よく連二郎に嘘を教えられてからかわれている。
大久保 惣右衛門（おおくぼ そうえもん）
声：倉岡睖太
学園2年B組。和装の老人の神様。元々は人間だったが、神早坂が水害に見舞われた時に我が身を犠牲にして街を守ったため、神早坂の産土神として祀られた。昔から神早坂にいたが、神様降臨後に人間にも見えるようになった。中身は覗き好きなスケベジジイで、街の覗きスポットを網羅しており、警察に通報された神様第一号でもある。お陰で周囲から全く敬われていない。
深吉野 亜紀（みよしの あき）
声：倉方夕子
学園教師で2年B組の担任。担当教科は国語。サバサバした美人で腕っ節が強く、そのせいか大食い。年齢や結婚の話題はタブーで、触れた学生は即お仕置きされる。神様関係のトラブルではよく真っ先に巻き込まれている。
高天原 テル（たかまがはら てる）／アマテラスオオミカミ（天照大神）
声：春日りか
オツカイサマ：ヤタスケ
高天原の最高神で強大な神力を持つ。ツクヨミとスサノオの姉。人間と神の間のトラブルを防ぐため、新学期から神早坂学園の校長に就任した。所々いい加減な性格で、無駄に神力を発揮するなど、本人も十分にトラブルメーカー。

### サブキャラクター（その他）
武塔 スセリ（むとう すせり）／スサノオノミコト（素戔嗚尊）
声：ひのきかをる
オツカイサマ：みにうし
八重垣神社に祀られている神様で、アマテラスとツクヨミの妹。根の国の王で、アマテラスに匹敵する神力を持ち、風を操ることができる。一人称は「ボク」で、パンクスタイルで我が道を行くあまのじゃく。カミサマ教育法にも従わず、学園へ行かずに自由にわがままに出歩いている。
北里 まつり（きたさと まつり）
声：如月葵
颯太とみことの母親。多少のことには動じないチャキチャキの姉御肌で、颯太やみことはいつも叩かれていて逆らえない。取材旅行で家を空けている夫にはのろけてラブラブ。実家が神社関係で、自宅にも神棚を据えて拝んでいる。
山崎 古鉄（やまざき こてつ）
声：一条和矢
ホットドッグステーション「ビッグマグナム」の店長で、通称「こてっちゃん」。若い頃はバイクでアメリカを放浪していたらしく、店のメニューもアメリカン&メキシカン。「女尊男卑」を謳い、女性客には丁寧だが男性客にはぞんざい。店はツケもOKなので学生のたまり場だが、月末に支払えないと強制バイトが待っている。
いくたま
ツクヨミのオツカイサマ。卵形のニワトリで、語尾に「〜コケー」とつけてしゃべる。
たるたま
ツクヨミのオツカイサマ。卵形の猫で、語尾に「〜ニャ」とつけてしゃべる。
狐太郎、狐次郎、狐三郎、狐四美、狐五郎、狐六、奈々狐、狐八郎、狐九郎
イナリのオツカイサマ。全部で9匹の小さな狐。
ヤタスケ
テルのオツカイサマの八咫烏（ヤタガラス）。テルの命令で颯太の仕事を助けている。
みにうし
スセリのオツカイサマ。ずんぐりむっくりの牛で動きは遅い。主人のスセリの後をひたすら追いかける習性がある。
カムイ（神威）
いつきが飼っている犬。いつきが毎朝散歩に連れ出している。
夜刀神（やとのかみ）
黄泉に連なる眷属の蛇神。
LoveKami -Sweet Stars-(-Divinity Stage- )

### 主人公
辰巳 大和（たつみ やまと）
本作品の主人公。実家が「辰巳屋」という呉服屋を営んでいる。アキバの駅前で路上ライブを見るまでは世間の流行に疎く、カミサマとの接点も少なかった。

### ヒロイン
吉祥天 シュリ（きっしょうてん しゅり）／吉祥天
声：雪村とあ
「L☆SEVEN」のメンバー「毘沙門天」の妹。姉に憧れアイドルになりたい思い、地味に路上ライブをしながら、「L☆SEVEN」追加メンバー選抜・次世代福の神オーディションに参加しアイドルを目指している。性格は、活動的で明るく、自信家。真面目であるがゆえに融通の効かない部分もありツンデレな面も持つ。
天鈿 カグラ（あまうずめ かぐら）／アマノウズメの分霊
声：藤森ゆき奈
カミサマアイドル喫茶でバイトをしつつ草の根アイドルをしているアマノウズメの分霊（わけみたま）。ゆるい話し方で、明るく享受的な性格で楽しいことが好きだが、踊りに関しては一家言あり努力家な面を持つ。独特のリズムや表現で人に真似できないダンスをするのが特技。
弁財天 サラ（べんざいてん さら）／弁財天
声：上田朱音
「L☆SEVEN」のセンターポジションをしているカミサマ。七福神の一員。カミサマアイドルグループのセンターだが、普段はは普通のお姉さんという印象でおっとりとした感じの性格で時折茶目っ気のある発言もしている。
LoveKami -Trouble Goodes-（–Useless Goddess–）

### 主人公
鳴海 将（なるみ　しょう）
本作品の主人公。カミサマとは縁が遠い生活を送っていた少年。アカネを拾うまではごく普通の平凡な日常を過ごしていた。

### ヒロイン
椿姫 アカネ（つばき あかね）／屋敷神(荒神（アラガミ）)
声：東雲りあ
学校にも通わず、自由気まに生活しているチャンちゃなカミサマ。我儘で怒りっぽい性格。電気に干渉する力があるが、アラガミなので電気系統を狂わすことしかできず怒ったり動揺したりすると自分を中心に停電を引き起こす。主人公に行き倒れているところ助けられ、主人公の住むアパートに居候の身となる。
神木 イノリ（かみのき いのり）／土地神
声：朝香ゆず
カミサマ教育法に従わず街に被害を出し続けるアカネを更生するためにカミサマたちから派遣されてきた土地神様。真面目で誰にでも丁寧に接し、大和撫子のような立ち振る舞いをするがドジっこな面もある。普段は、おっとりしていて柔和な性格だが、怒ると局地的に豪雨が降る。めったに起こることがない反面一度怒るとアカネとは比較にならないに被害が出る。自身が他のカミサマと比べて突出した長所がないのを気にしていて、『地味神』といわれると性格が豹変し口が悪くなる。
功刀 舞花（くぬぎ まいか）
声：月野きいろ
主人公の後輩兼アパートの管理人兼幼馴染。イマドキなおしゃれ系ギャル。外見に反して、真面目で頭もよく、基本的には良い子。将に好意を抱いているが、伝えられない。学校に通いながら母親とともにアパートの管理をしている。アカネやイノリがアパートに転がり込んできてからなれなれしくしているのを見て嫉妬したり、本心では将との居場所がなくなるのが嫌だと思っていたりとツンデレである。

## 世界観・用語
（出典：）
神早坂（みわさか）
本作品の主舞台。都内の一角で、多くの学園が集まる文教地区。花戸公園の丘に立つ樹齢2000年を越える神木「サイノキサマ」が街の象徴となっている。物語冒頭の大晦日、サイノキサマの下で颯太はツクヨミに再会した。
カミサマ基本法
正式名は「八百万神特別措置法」。突然降臨した神様と人間の共存のため、急遽制定された。「神様はむやみに人間の願いを聞いてはならない」「人間は神様を利用して事を成してはならない」など、人間社会で神様が共に暮らしていくための基本ルールが定められている。例えば学園生活では、神様は部活動に参加しても良いが、大会やコンクールなどには出場できない（飛び抜けた能力や神力を持つので不公平になる）。
カミサマ教育法
正式名は「伝統的超越存在への教育に関する基本法」。アマテラスの「今の世を知らない我々には教育が必要である」という鶴の一声から制定された。神様を人間の学園へ入学させ、現代社会の常識や習慣を学ぶ…というのが建前だが、実は人間側の思惑による少子化対策でもある。この法律の下、神早坂がカミサマ教育特区に選定、神早坂学園がカミサマ教育モデル校に指定され、新年度から神様と人間が共に学ぶ人神一体教育が始まった。1クラス当たり4〜10柱程度、全学年で合計200柱ほどの神様が編入生として受け入れられている。多くの神様学生は人間の家へホームステイしたり、神社に住んだりしているが、住所不定で登校してこない神様もいる。
オツカイサマ
神様に仕える僕で、主人の命令を受けて様々な働きをする。格の高い神様は動物型のオツカイサマを従えている。
幸魂（さきみたま）
良き魂、良き心、明るく正しき想いのこと。良い幸魂を持つ者ほど、他の幸魂（人や神）を惹きつける。また幸魂を持つ人間の信仰が、神にとってはご馳走となる。
奇魂（くしみたま）
神様が起こす奇跡のこと。それぞれの神様で起こせる奇跡の内容は異なる。
分霊（わけみたま）
神様の魂を分けて分身を作ること。また分身そのものをいう。
荒霊（あらみたま）
神様の荒ぶる魂、人間に害を及ぼす面のこと。逆に人間を加護する面を和霊（にぎみたま）という。人間は祭りを行ったり供物を捧げたりすることで、神の荒霊を和霊に変えようとしてきた。さらに和霊は、人間に幸運をもたらす幸霊（さきみたま）と、奇跡をもたらす奇霊の二つに分けられる。
アマテラスの印（しるし）
アマテラスの代理・使者であることを周囲に示す印。颯太が神様関係の仕事をする際に危害を受けないように、テルから授けられた。印には梅・竹・松の3コースがあるが、竹は服を脱いで裸になること、松はアマテラスと体を重ねることが必要なため、結局梅コースの印が授けられた。
- 梅：額に印を記し、アマテラスの代理であることを示す。
- 竹：全身にアマテラスの代理であることを示す紋様を記す。一時的に神になれる。
- 松：アマテラスの霊（みたま）を移す。一時的に神そのものになれる。

## 主題歌
恋神-ラブカミ-
オープニングテーマ「春調 -はるいろ-」
作詞：Minao Ohse / 作・編曲：おおくまけんいち / 歌：原田ひとみ
挿入歌「二藍 -あいいろ-」
作詞：Minao Ohse / 作・編曲：おおくまけんいち / 歌：Rita
エンディングテーマ「彩 -にじいろ-」
作詞：Minao Ohse / 作・編曲：おおくまけんいち / 歌：茶太
※初回限定版特典のプレミアムマキシシングルCDに、3曲のフルバージョンとインストゥルメンタルが収録されている。
LoveKami -Sweet Stars-(-Divinity Stage- )
オープニングテーマ「神星-ゆめいろ-」
作詞：Minao Ohse / 作・編曲：おおくまけんいち / 歌：川西ゆうこ
挿入歌「スタートライン」
作詞：ドン・マッコウ / 作・編曲：おおくまけんいち / 歌：Twinkle☆Girls
挿入歌「春調 -はるいろ-」
作詞：Minao Ohse / 作・編曲：おおくまけんいち / 歌：原田ひとみ
挿入歌「二藍 -あいいろ-」
作詞：Minao Ohse / 作・編曲：おおくまけんいち / 歌：Rita
挿入歌「彩 -にじいろ-」
作詞：Minao Ohse / 作・編曲：おおくまけんいち / 歌：茶太
エンディングテーマ「Shooting Star」
作詞：ドン・マッコウ / 作・編曲：a.b.s.k / 歌：Twinkle☆Girls
LoveKami　-Trouble Goodes-（–Useless Goddess–）
メインテーマ「虹色のものがたり」
作詩・作編曲：ヤヅチエスタ / 歌：東雲りあ

## 制作スタッフ
恋神-ラブカミ-
- 原画：八島タカヒロ、基井あゆむ
- キャラクターデザイン：八島タカヒロ、基井あゆむ
- SD原画：田口まこと
- 背景：獏プロダクション、まーと、塩澤良憲
- グラフィックチーフ：夏桜
- ムービー制作：barnum laboratory
- シナリオ：阿羅本景、木緒なち、御剣ヒロ
- シナリオ統括：北川晴
- 世界観設計：田中天
- 音楽：TWOFIVE
- ディレクター：Yow、さえきそれなり
- プロデューサー：朝妻ユタカ
- 企画：Yow
- 制作：PULLTOP

Love Kami（恋神 -ラブカミ-） -Sweet Stars-(-Divinity Stage- )
- 原画：水野早桜
- キャラクターデザイン：水野早桜
- SD原画：田口まこと
- 背景・設定：bcd
- 背景・美術：だんご風味
- シナリオ：高嶋栄二、なたけ
- 音楽：TWOFIVE
- ディレクター：Yow
- 企画・原案：御剣ヒロ
- 制作：PULLTOP

Love Kami（恋神 -ラブカミ-） -Trouble Goodes-（–Useless Goddess–）
- 原画：水野早桜
- キャラクターデザイン：水野早桜
- SD原画：田口まこと
- 背景・設定：平澤晃弘
- 背景・美術：羽津樹、チームO、コツカ
- シナリオ：比野練火
- 音楽：ヤヅチスエタ
- ディレクター：月月
- 企画：月月
- 制作：PULLTOP

## 関連商品
恋神 -ラブカミ- （パラダイムノベルス 494）
2011年3月24日発売 / 著：佐伯はじめ / イラスト：八島タカヒロ、基井あゆむ / 監修：PULLTOP / ISBN 978-4894909946
ピュアネス ハーレム -Love Kami-（ぷちぱら文庫）
2022年7月13日発売 / 著：高嶋栄二 / イラスト：水野早桜 / 監修：PULLTOP / ISBN 978-4801531017